# Kismaayo
Kismaayo (tal. Chisimao), somalijski grad i luka na obali Indijskog oceana, nedaleko od ušća rijeke Jube. Glavni je grad autonomne savezne države Jubaland i sjedište pokrajine Donja Juba. Važno je trgovačko središte i izvozna luka poljoprivrednih i stočarskih proizvoda iz zaleđa.
Osniva ga zanzibarski sultan 1872., a 1887. osvajaju ga Britanci i postaje dio Britanske Istočne Afrike. Od 1927. do završetka Drugog svjetskog rata bio je dio Talijanske Somalije, nakon čega ponovno postaje dio Bitanskog Somalilanda. Stjecanjem somalijske neovisnosti, ulazi u njezine granice.
Tijekom 1960-ih grad je bio velika izvozna luka banana te se snažno razvijala uz pomoć Sjedinjenih Država. Za trajanja Somalijskog građanskog rata, uništena je luka i veći dio grada. Od 2005. do 2012. nalazio se pod upravom islamskih militanata. Sa 700 000 stanovnika jedan je od najvećih gradova u zemlji.